# Kimmie Andersen
Kimmie Dorthe Andersen (også kendt som Jade-Laila og Kimmie Jade; født i 1975), er en tidligere dansk stripper og nøgenmodel. Hun blev landskendt i 1997 som den storbarmede stripper i Casper Christensens populære radio- og tv-show Tæskeholdet og siden realityshowet Stripperkongens piger. Siden har hun haft en karriere inden for erotiske billeder og strip. I 2008 arbejdede hun som danselærer på stripskolen stripdance.dk.
Desuden har hun også medvirket på TV3's SexOrama og Jagten på ørkenguldet. Ligeledes har hun optrådt i en musikvideo for Fede Finn og Funny Boyz i 2013. Hun har åbnet og optrådt adskillige Erotikmesser rundt i Danmark, og desuden optrådt som stripper og nøgenmodel i forskellige blade og aviser, såsom FHM.